# HD 89307 b
HD 89307 b (بالإنجليزية: HD 89307 b)‏ الذي يرمز له بالرمز HD 89307b، هو كوكب خارج المجموعة الشمسية، في كوكبة الأسد، يتبع HD 89307 ‏.

## الاكتشاف
اكتشف في 26 ديسمبر 2004، وكانت طريقة الاكتشاف سرعة شعاعية.